# 徐辉 (医生)
徐辉（1968年4月—2020年2月7日），女，漢族，中华人民共和国医生，南京市中医院党委委员、副院长，江苏省中西医结合学会围产分会委员。

## 生平
徐輝毕业于徐州医学院，從1992年起從事婦產科工作。2008年担任秦淮医院院长，2017年调任南京市中医院副院长。
2020年1月23日，在2019冠狀病毒病疫情中，南京市中医院成立新冠肺炎防控指挥部，徐辉出任医院新冠病毒防治工作小组组长。期間徐辉下肢浮肿，进而引起肺栓塞，于2月7日凌晨00点03分抢救无效离世，享年51岁。

## 身后
南京市卫健委表示哀悼，向徐辉家属表示慰问。
2月18日，江苏省委宣传部、省卫健委授予徐辉“最美医护工作者”荣誉称号。